# Figat
El figat és una preparació dolça típica menorquina que consisteix a coure figues de cristià tallades a trossos a foc lent fins que aquestes es desfan en una mena de confitura homogènia. La millor figa per fer-ne és la de coll llarg. És d'origen medieval. No conté sucre però el resultat és molt dolç. Per aquest motiu, i com les figues són molt abundants a Menorca s'hi utilitza tradicionalment per a endolcir pans, pastes (per exemple, els crespells) i pastissos. A l'illa es fa gelat amb gust de figat. Antigament, es feia coure a les brases, on es deixava almenys tota una nit. Servia com a mètode de conservació per a tenir el fruit (i la substància endolcidora) per l'hivern. Encara se'n fa habitualment, de casolà, a les famílies o per a vendre. A més de Menorca, actualment també es fa figat a Provença, i a Sardenya.
Una variant antiga és l'arrop. Consisteix en un figat més concentrat, que s'obté afegint alguna altra verdura (meló massa verd, carabassa, remolatxa, albergínia) a les figues. L'arrop actual, adaptada als gustos d'ara, sol consistir més aviat en una confitura de fruites molt densa i concentrada. Una altra variant del figat consistia a barrejar figues de cristià amb figues de moro, però aquesta era més laboriosa, ja que s'havia de pelar amb comptes per a no punxar-se i treure'n les llavors, massa grans per a deixar-les dins.